# Locução de continuidade em Portugal
A história da locução de continuidade começou na década de 1950, com o começo da televisão em Portugal. Com o passar do tempo, esta figura veio desaparecendo, sendo reaproveitada a partir de 2015, na RTP Memória.

## História
Até ao final da década de 1980, entre a exibição dos vários programas transmitidos pela RTP, apareciam locutores de continuidade, a anunciar o que poderia ser visto nos dois canais até ao fim da emissão. Também eram anunciados os destaques para o dia seguinte e, aquando das estreias, era feita uma pequena abordagem, muito sintética.
Nas primeiras décadas da televisão, o locutor de continuidade acompanhava quase toda a emissão. As primeiras locutoras foram Maria Helena Fialho Gouveia e Gina Esteves, Maria Fernanda, Maria Manuela Fonseca,Manuela Paulino e Isabel Wolmar, que a par com a continuidade eram responsáveis também pela apresentação dos programas de entretenimento. Também nesta altura se destacou na continuidade Gomes Ferreira, que viria depois a fazer os comentários do Festival Eurovisão da Canção 1964, e Fialho Gouveia.
Na década de 1970 começaram a abrir concursos para as vagas de locutor de continuidade e em 1971 surge assim uma série de nomes, que depois passam para a informação ou para o entretenimento e que vão ser fulcrais na história de RTP. São exemplos disso Fernando Balsinha, Eládio Clímaco, Maria Elisa Domingues, Ana Zanatti ou Raúl Durão. Outras duas locutoras que também fizeram parte dos quadros dos primeiros anos da década de 1970 foram Fernanda Andrade e Anabela Tarouca.
1978 foi o ano em que se registou o maior número de locutores. Nesta altura, realizou-se um concurso em que foram 13 os locutores admitidos: Ana Maria Cordeiro, Cândida Gerardo, Fátima Medina, Fernanda Garcia, Helena Pinto, Helena Ramos, Isabel Ayres, Isabel Bahia, João Abel Fonseca, Manuela Matos, Margarida Andrade, Miguel Coelho e Teresa Cruz. É partir desta altura que começa a haver registos de algumas presenças televisivas na continuidade em vídeo.
Devido ao seu sucesso, Teresa Cruz foi a primeira capa da TV Guia, em fevereiro de 1979, uma prova de que a locução de continuidade fazia estrelas também.
Depois, ao longo da década de 1980, foram vários os nomes que se lhes juntaram, como Ana Paula Reis, Carolina Ferreira, Cecília Penteado, Ivone Ferreira, Maria Helena Falé, Maria João Carreira, Maria João Freire e Valentina Torres. Em 1986 entram também três nomes, dos quais dois deles viriam a dar cartas na televisão nacional: Serenella Andrade e Vera Roquette, para além de Lúcia Soares. Foram consideradas as “três mosqueteiras” desse ano.
Em setembro de 1990, se era certo que os locutores de continuidade já não surgiam com a mesma frequência de há anos, com a entrada do novo mapa tipo, passaram a assegurar apenas o fecho da emissão, até desaparecerem definitivamente da televisão.
Apesar disso, ainda assistimos, nesta altura, à entrada de nomes como Ana Cristina Valente, Cristina Esteves, Cristina Lebre e Susana Santos.
Em 1993 a TVI voltou a implementar este expediente para divulgar a sua programação ao longo do dia, mas desistiu ao fim de poucos meses.
A locução de continuidade marcaria ainda presença nos canais internacionais RTP Internacional e RTP África.

## Locutores de continuidade
Os principais locutores desse tempo foram, entre outros:

### RTP1
- Ana Cristina Valente
- Ana Maria Cordeiro
- Ana Paula Reis
- Ana Zanatti[4]
- Anabela Tarouca
- Cândida Gerardo
- Carlos Cruz
- Carolina Ferreira
- Cecília Penteado
- Cristina Esteves
- Cristina Lebre
- Eládio Clímaco
- Fátima Medina
- Fernanda Andrade
- Fernanda Garcia
- Fernando Balsinha
- Fialho Gouveia
- Gina Esteves
- Gomes Ferreira
- Helena Pinto
- Helena Ramos
- Isabel Ayres
- Isabel Martins
- Isabel Wolmar (1961-1966)[1][5]
- Ivone Ferreira
- João Abel Fonseca
- Maria Elisa Domingues
- Maria Fernanda[1]
- Maria Helena Fialho Gouveia (1959-1961)[1]
- Maria João Carreira
- Maria Margarida
- Manoel Caetano
- Manuela Fonseca[1]
- Manuela Matos
- Manuela Paulino[1]
- Margarida Mercês de Mello
- Miguel Coelho
- Raúl Durão
- Susana Santos
- Teresa Cruz
- Valentina Torres

### RTP2
- Isabel Bahia
- Lúcia Soares
- Maria Helena Falé
- Maria João Freire
- Serenella Andrade
- Vera Roquette

### RTP Memória
Com a maior renovação da sua história, A RTP Memória decidiu fazer regressar uma figura que desde cedo fez parte da história da RTP: a locução de continuidade. Todos os verões desde 2016, a RTP Memória tem feito castings por todo o país.
- Filomena Cautela - de 19 de outubro até 25 de outubro de 2015.
- Sofia Morais - de 26 de outubro até 1 de novembro de 2015.
- Manuel João Vieira - de 2 de novembro até 8 de novembro de 2015.
- Sílvia Alberto - de 9 de novembro até 15 de novembro de 2015.
- Beatriz Gosta - de 16 de novembro até 22 de novembro de 2015.
- Pedro Fernandes - de 23 de novembro até 29 de novembro de 2015.
- Rui Reininho - de 30 de novembro até 6 de dezembro de 2015.
- Gisela João - de 7 de dezembro até 13 de dezembro de 2015.
- Rui Zink - de 14 de dezembro até 20 de dezembro de 2015.
- Avô Cantigas - de 21 de dezembro até 27 de dezembro de 2015.
- Eduardo Madeira - de 28 de dezembro de 2015 até 3 de janeiro de 2016.
- Catarina Furtado - de 4 de janeiro até 10 de janeiro de 2016.
- António Esteves - de 11 de janeiro até 17 de janeiro de 2016.
- Júlio Isidro - de 18 de janeiro até 24 de janeiro de 2016.
- Joaquim Monchique - de 25 de janeiro até 31 de janeiro de 2016.
- Joana Pais de Brito - de 1 de fevereiro até 7 de fevereiro de 2016.
- Diogo Dias - de 8 de fevereiro até 14 de fevereiro de 2016.
- Ana Galvão - de 15 de fevereiro até 21 de fevereiro de 2016.
- Ana Bacalhau - de 22 de fevereiro até 28 de fevereiro de 2016.
- José Carlos Malato - de 29 de fevereiro até 6 de março de 2016.
- Luís Ganito - de 07 de março até 13 de março de 2016.
- Ana Markl - de 14 de março até 20 de março de 2016.
- Chakall - de 21 de março até 27 de março de 2016.
- Luís Pereira de Sousa - de 28 de março até 3 de abril de 2016.
- António Machado - de 4 de abril até 10 de abril de 2016.
- Manuela Marle - 11 de abril até 17 de abril de 2016.
- Manuel Marques - de 18 de abril até 24 de abril de 2016.
- Otelo Saraiva de Carvalho - de 25 de abril até 1 de maio de 2016.
- Catarina Wallenstein - de 2 de maio até 8 de maio de 2016.
- Samuel Úria - de 9 de maio até 15 de maio de 2016.
- Vasco Palmeirim - de 16 de maio até 22 de maio de 2016.
- Sandra Felgueiras - de 23 de maio até 29 de maio de 2016.
- Marisa Liz - de 30 de maio até 5 de junho de 2016.
- Joaquim Letria - de 6 de junho até 12 de junho de 2016.
- Cecília Carmo - de 13 de junho até 19 de junho de 2016.
- Carlão - de 20 de junho até 26 de junho de 2016.
- Fernando Mendes - de 27 de junho até 3 de julho de 2016.
- Herman José - de 4 de outubro até 9 de outubro de 2016.
- José Cid - de 10 de outubro até 16 de outubro de 2016.
- Fátima Campos Ferreira - de 17 de outubro até 23 de outubro de 2016.
- Vítor de Sousa - de 24 de outubro até 30 de outubro de 2016.
- Helena Isabel - de 31 de outubro até 6 de novembro de 2016.
- José Pedro Gomes - de 7 de novembro até 13 de novembro de 2016.
- Adelaide Ferreira - de 14 de novembro até 20 de novembro de 2016.
- Rosa do Canto - de 21 de novembro até 27 de novembro de 2016.
- Inês Lopes Gonçalves e Júlio Isidro - de 28 de novembro até 4 de dezembro de 2016.
- Mário Zambujal - de 5 de dezembro até 11 de dezembro de 2016.
- Margarida Pinto Correia - de 12 de dezembro até 18 de dezembro de 2016.
- Teresa Salgueiro - de 19 de dezembro até 26 de dezembro de 2016.
- Carlos Alberto Moniz - de 27 de dezembro de 2016 até 2 de janeiro de 2017.
- Lídia Franco - de 3 de janeiro até 8 de janeiro de 2017.
- Serenella Andrade - de 9 de janeiro até 15 de janeiro de 2017.
- Nuno Markl - de 16 de janeiro até 22 de janeiro de 2017.
- Virgílio Castelo - de 23 de janeiro até 29 de janeiro de 2017.
- Paulo Matos - de 30 de janeiro até 5 de fevereiro de 2017.
- Almeno Gonçalves - de 6 de fevereiro até 12 de fevereiro de 2017.
- Lara Li - de 13 de fevereiro até 19 de fevereiro de 2017.
- Carlos Areia - de 20 de fevereiro até 26 de fevereiro de 2017.
- Luís Aleluia - de 27 de fevereiro até 5 de março de 2017.
- Maria Santos - de 6 de março até 12 de março de 2017.
- João Pedro Mendonça - de 13 de março até 19 de março de 2017.
- Sofia Aparício - de 20 de março até 26 de março de 2017.
- Toy - de 27 de março até 2 de abril de 2017.
- Raquel Tavares - de 3 de abril até 9 de abril de 2017.
- Cláudia Semedo - de 10 de abril até 16 de abril de 2017.
- Adriano Luz - de 17 de abril até 23 de abril de 2017.
- Nuno Guerreiro - de 24 de abril até 1 de maio de 2017.
- Vanessa Oliveira - de 2 de maio até 7 de maio de 2017.
- Maria João Gama - de 8 de maio até 14 de maio de 2017.
- Francisco Mendes - de 15 de maio até 21 de maio de 2017.
- Tozé Brito - de 22 de maio até 28 de maio de 2017.
- Cristina Alves - de 29 de maio até 4 de junho de 2017.
- Quim Barreiros - de 5 de junho até 11 de junho de 2017.
- Armando Gama - de 12 de junho até 19 de junho de 2017.
- Paulo de Carvalho - de 20 de junho até 25 de junho de 2017.
- Fátima Medina - de 26 de junho até 2 de julho de 2017.

### RTP Internacional
- Isabel Angelino

### RTP África
- Isabel Angelino
- Maria João Gama
- Nady Ferreira

### TVI
- Cristina Caras Lindas
- Rita Stock
- Sofia Carvalho